# Eiffeldoc
Eiffeldoc est un générateur de documentation, c'est-à-dire un outil informatique capable de créer de la documentation en HTML à partir de code source en Eiffel.
Il est disponible dans le compilateur SmartEiffel depuis la version 2.2 de ce dernier.
Le compilateur est distribué selon les termes de la licence publique générale GNU.